# Apoptosoom

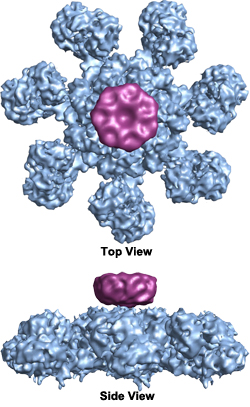
3D structuur van het humaan apoptosoom-CARD complex.
blauw=apoptosoom platform
magenta= CARD schijf
(Yuan et al. 2010, Structure of an apoptosome-procaspase-9 CARD complex)

Het apoptosoom is een groot quartenair eiwit dat een functie vervult in de apoptose in zoogdieren. De assemblage van dit eiwit wordt bewerkstelligd door het loslaten van cytochroom c uit de mitochondriën als reactie op "interne" of "externe" celdood-signalen.
Het eiwit bestaat uit zeven spaken van Apaf-1 gebonden met cytochroom c (Apaf-2) eitwitten. 